# Cantone di Mortagne-sur-Sèvre
Il Cantone di Mortagne-sur-Sèvre è una divisione amministrativa dell'arrondissement di La Roche-sur-Yon.
A seguito della riforma complessiva dei cantoni del 2014 è passato da 12 a 16 comuni.

## Composizione
Prima della riforma del 2014 comprendeva i comuni di:
- Chambretaud
- La Gaubretière
- Les Landes-Genusson
- Mallièvre
- Mortagne-sur-Sèvre
- Saint-Aubin-des-Ormeaux
- Saint-Laurent-sur-Sèvre
- Saint-Malô-du-Bois
- Saint-Martin-des-Tilleuls
- Tiffauges
- Treize-Vents
- La Verrie

Dal 2015 comprende i comuni di:
- Beaurepaire
- La Bernardière
- La Bruffière
- Chambretaud
- Cugand
- La Gaubretière
- Les Landes-Genusson
- Mallièvre
- Mortagne-sur-Sèvre
- Saint-Aubin-des-Ormeaux
- Saint-Laurent-sur-Sèvre
- Saint-Malô-du-Bois
- Saint-Martin-des-Tilleuls
- Tiffauges
- Treize-Vents
- La Verrie